# Juntos Podemos Más
Juntos Podemos Más, inicialmente llamado Juntos Podemos, fue una coalición política que estuvo conformada por el Partido Comunista de Chile (PCCh), el Partido Humanista (PH) y la Izquierda Cristiana (IC), y otros movimientos y organizaciones sociales chilenas de izquierda.
Fue creada el 13 de diciembre de 2003. Las últimas elecciones en las que se constituyeron oficialmente como pacto fueron las parlamentarias y presidenciales de 2009, dado que para la elección siguiente, la municipal de 2012, el Partido Comunista y la Izquierda Cristiana conformaron el pacto "Por un Chile justo" junto al Partido por la Democracia y el Partido Radical Socialdemócrata.

## Historia

### Inicios y candidatura de Hirsch (2003-2006)
La coalición Juntos Podemos fue creada el 13 de diciembre de 2003 por el Partido Comunista (PCCh), el Partido Humanista (PH) y la Izquierda Cristiana (IC), como organizaciones principales, más otros movimientos políticos de izquierda.
El pacto enfrentó su primera elección al año siguiente, en las municipales de octubre de 2004, en la que presentaron 229 candidatos a alcalde y 1.160 candidatos a concejal. Juntos Podemos obtuvo poco más del 5% en la elección de alcaldes y casi un 10% de votos en la elección de concejales, lo que estuvo fuera de todo pronóstico, dado que se trataba de una coalición que no contaba con representación en el Congreso Nacional de Chile. El PCCh obtuvo 4 alcaldías.

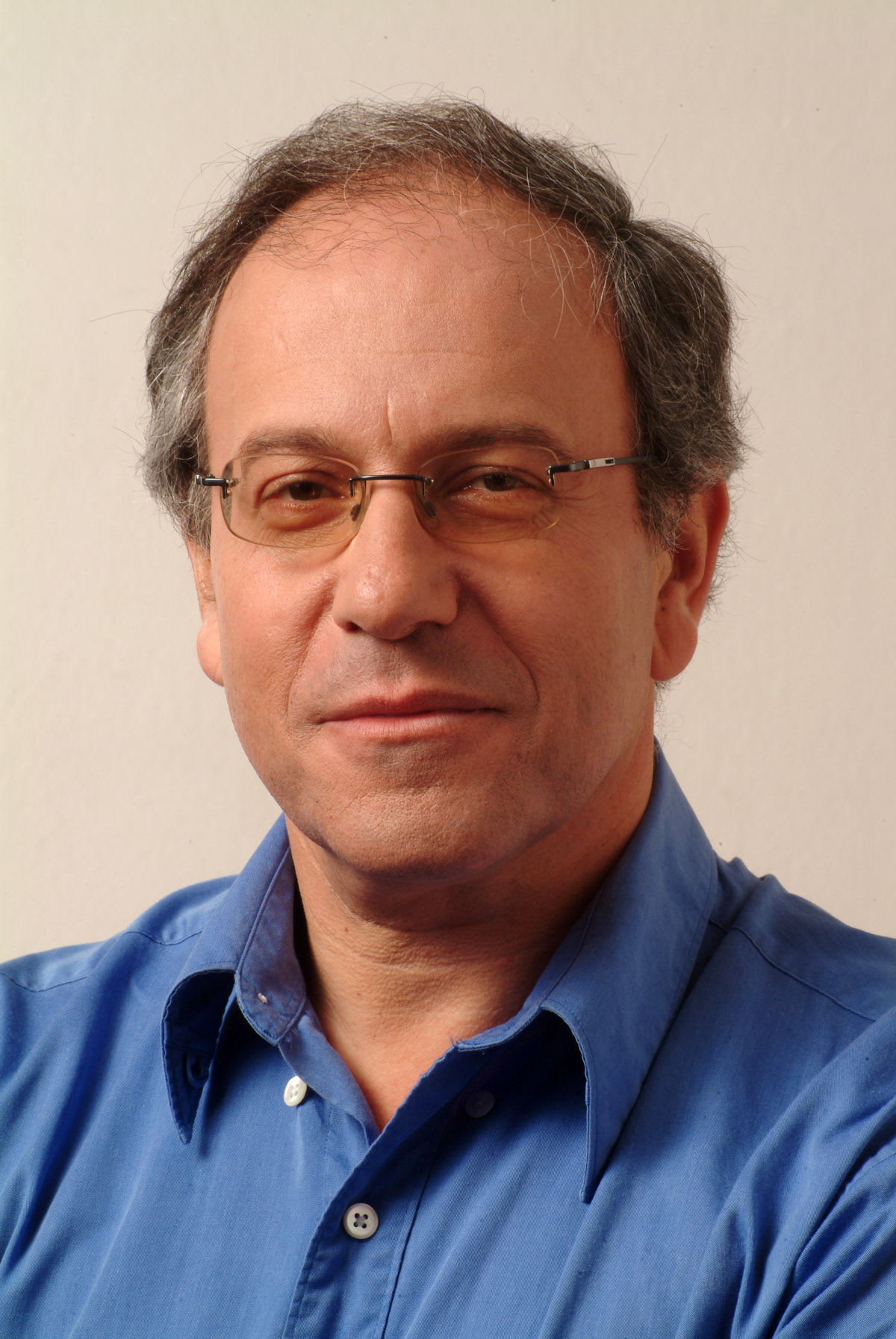
Tomás Hirsch.

El pacto, ahora renombrado Juntos Podemos Más, proyectó que sus resultados podían aumentar de cara al año 2005, donde se celebrarían conjuntamente elecciones presidencial y parlamentarias. Para la primera, se presentaron cinco precandidatos dentro del pacto: Tomás Moulián (independiente por el PCCh), Tomás Hirsch (PH), Manuel Jacques (IC), Nicolás García Moreno (Bloque por el Socialismo Revolucionario) y Julián Alcayaga (Comité de Defensa y Recuperación del Cobre). También aparecieron otros nombres como el economista Marcel Claude e incluso el del demócratacristiano Jorge Lavandero. A ellos se sumó en un momento Jorge Pavez de Fuerza Social y Democrática, quien se retiró debido a que no se harían elecciones democráticas para elegir a uno de los 5 precandidatos. También se retiró en ese momento el Movimiento SurDA.[cita requerida]
Finalmente, tras un proceso de discusión de los partidos, declinaron 4 de los aspirantes, quedando el humanista Tomás Hirsch como el candidato presidencial del pacto, el cual fue proclamado en el Edificio Diego Portales de Santiago por más de 1000 delegados asistentes a la convención "Asamblea Nacional por la Soberanía".[cita requerida] Su candidatura quedó inscrita en el Servicio Electoral el 12 de septiembre de 2005, con un acto artístico y cultural en la Plaza de Armas de Santiago. En la elección presidencial del 11 de diciembre, Hirsch obtuvo el 5,40%, con 375.048 votos, desplazándose hasta el último lugar. En las parlamentarias, la situación no fue mejor, dado que el Juntos Podemos Más no obtuvo ningún escaño en el Congreso, situación que el pacto atribuyó al sistema binominal. Aún así, en las elecciones de senadores obtuvo 286.074 votos, y en diputados 488.618 (7,40%) votos.
Dado que ninguno de los candidatos en la elección presidencial de 2005 logró la mayoría absoluta, se debió celebrar una segunda vuelta presidencial en enero de 2006, cuestión que dividió al pacto, entre las organizaciones que llamaron a anular su voto, como el PH, y los que llamaron a votar por Bachelet en forma condicionada, como el PCCh y la IC. Ello implicó que el Partido Humanista congelara su participación en la coalición, mientras que otros grupos menores del conglomerado decidieron retirarse definitivamente de este, como el Movimiento de Izquierda Revolucionaria (MIR), el Partido Comunista Chileno (Acción Proletaria) y el Movimiento Patriótico Manuel Rodríguez.[cita requerida]

### Convergencia hacia el centro y disolución (2006-2011)

Logo del pacto "Concertación y Juntos Podemos, por más democracia".

El Partido Humanista se reintegró al pacto en las elecciones municipales de 2008. El Juntos Podemos Más presentó 191 candidatos a alcalde, de los cuales fueron elegidos 9. En total, obtuvieron 402.661 votos (6,33%) en alcaldes y 555.329 votos (9,12%) en concejales. Entre los factores que favorecieron estos resultados, está el «Pacto por omisión» que el Partido Comunista y la Concertación —pacto de centro-izquierda en ese entonces gobernante— realizaron en 25 comunas (de las cuales 8 eran favorables para el PCCh).
Dicho acuerdo sería el primer antecedente de acercamiento del PCCh a la Concertación, el cual se reforzaría en las elecciones parlamentarias de 2009, donde ambos conglomerados compartieron la misma lista, llamada "Concertación y Juntos Podemos, por más democracia". Este pacto instrumental se fundamentó en que la Concertación había enviado varios proyectos de reforma al sistema electoral binominal, y que la Alianza por Chile no permitió su aprobación.[cita requerida]
Paralelamente, el Juntos Podemos Más no realizó pacto con la Concertación para la elección presidencial de ese mismo año, decidiendo presentar un candidato propio. Los principales precandidatos fueron Jorge Arrate (PCCh) y Tomás Hirsch (PH). Arrate resultó elegido candidato del pacto el 25 de abril de 2009, sin embargo, el 11 de julio el PH le quitó su apoyo a Arrate, con lo que se retiró del Juntos Podemos, para apoyar a Marco Enríquez-Ominami, y a su lista parlamentaria "Nueva Mayoría para Chile". En agosto de 2009 se iniciaron una serie de conversaciones tendientes a lograr que Alejandro Navarro, precandidato del Movimiento Amplio Social (MAS), apoyase a Arrate, lo cual no fue fructífero, por lo cual el 23 de agosto de 2009 el Juntos Podemos ratificó la candidatura de Arrate.

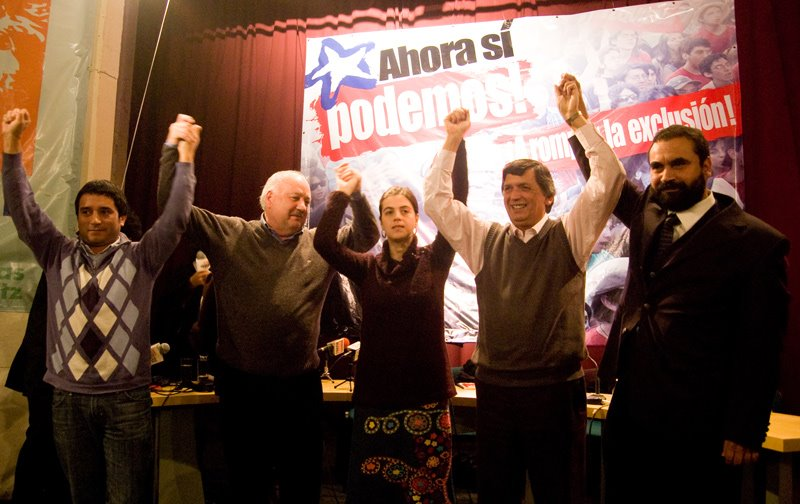
Candidatos del PCCh para las elecciones parlamentarias de 2009.

Finalmente, en las elecciones del 13 de diciembre del mismo año, resultaron elegidos diputados los comunistas Guillermo Teillier (en San Miguel, Pedro Aguirre Cerda y Lo Espejo), Lautaro Carmona (en Copiapó) y, Hugo Gutiérrez (en Iquique), rompiendo 36 años y medio de exclusión parlamentaria del PCCh.
El candidato presidencial del pacto, Jorge Arrate, obtuvo el 6,21% de los votos, quedando relegado al último lugar. El pacto decidió apoyar a Eduardo Frei Ruiz-Tagle, candidato de la Concertación, en la segunda vuelta de enero de 2010, en la que fue derrotado por Sebastián Piñera, candidato del pacto de centroderecha "Coalición por el Cambio". En agosto de 2010, el PCCh y la IC firmaron un "manifiesto" en la celebración de los 40 años de la Unidad Popular.
Si bien no hubo una disolución oficial del pacto, podría afirmarse que ésta ocurrió en 2011, dado que ese año hubo los últimos indicios de su existencia. Luego de ello, el PCCh y la IC —esta última reformulada como Izquierda Ciudadana— convergieron hacia la Concertación, primero en la conformación de la lista "Por un Chile justo" junto al Partido Por la Democracia y el Partido Radical Socialdemócrata en las elecciones municipales de 2012, y posteriormente, como integrantes de la coalición "Nueva Mayoría" —que se supone heredera de la Concertación— para las elecciones presidenciales y parlamentarias de 2013.

## Composición

### Partidos políticos
- Partido Comunista de Chile (2003-2011)
- Partido Humanista de Chile (2003-2006, 2008-2009)
- Izquierda Cristiana (2003-2011)

### Movimientos políticos
Además de los partidos políticos que la componían, la coalición estaba integrada también por partidos y movimientos políticos sin constitución legal:
- Bloque por el Socialismo Revolucionario
- Izquierda Socialista (IS)
- Partido Comunista Chileno (Acción Proletaria) (PC(AP))
- Movimiento de Izquierda Revolucionaria (MIR)
- Movimiento Fuerza Ciudadana (MFC)
- Fuerza Social y Democrática
- Identidad Rodriguista (IR), facción surgida desde el FPMR.
- Juventudes Comunistas de Chile (JJ.CC.)
- Movimiento Amplio Social (MAS)[n 2]
- Movimiento Solidaridad y Cambio Democrático (MSCD)
- Nueva Izquierda (NI)
- Movimiento SurDA
- Socialismo Allendismo
- Revolución Democratizadora (RD)
- Partido de los Trabajadores (PT)

### Movimientos sociales
Otras organizaciones participantes del pacto, de índole social, sindical, ecologista, de diversidad sexual, fueron:
- Agrupación Nacional de Ex Presos Políticos
- Asamblea de Cristianos de Izquierda
- Asamblea Nacional Mapuche de Izquierda
- Asambleas Populares
- Brigada Ramona Parra (BRP)
- Cambio Democrático
- Central Unitaria de Pensionados de Chile
- Centro de Desarrollo Social y Cultural, CENDES
- Confederación Nacional de Sindicatos, Federaciones y Asociaciones de Trabajadores del Sector Privado de Chile
- Ciclo Árbol Vida
- Colectivo Muralista Brigada Ramona Parra (Colectivo BRP)
- Comité de Defensa y Recuperación del Cobre (CDRC)
- Comisión Nacional Unitaria de Exonerados Políticos
- Confederación de la Construcción
- Confederación Gente con Mar
- Confederación Nacional de Trabajadores Metalúrgicos, de la Industria y Servicios
- Coordinadora de Usuarios de la Salud Pública
- Corporación de Retornados
- Corriente Sindical Clasista
- Consejo Norte de Salud
- Cultura en Movimiento
- Dirigentes y Trabajadores Forestales
- Federación de Trabajadores Eventuales Eduardo Miño
- Frente Amplio de Profesionales de Izquierda
- Fuerza Ciudadana
- Fuerza MYPIME
- Fundación Gladys Marín
- Fundación Nacional de Discapacitados
- Grupo Naitúm
- Instituto de Ciencias Alejandro Lipchutz (ICAL)
- Los de abajo[cita requerida]
- Movimiento de Recuperación Gremial del Magisterio
- Movimiento Empelotados.cl
- Movimiento Popularikos
- Movimiento Solidaridad
- Movimiento Unificado de Minorías Sexuales (MUMS)
- Organización Nacional del Mundo Rural, Dirigentes, Trabajadores Forestales y Mapuches
- Sector Público de la Agrupación Nacional de Empleados Fiscales
- Sector Salud Pública de la Confederación Nacional de Trabajadores de la Salud
- Universidad en Movimiento
- Urracas de Emaus

## Historial electoral

### Elecciones presidenciales
| Año  | Candidato | Candidato    | Votos    | Votos | Resultado |
| Año  | Candidato | Candidato    | Cantidad | %     | Resultado |
| ---- | --------- | ------------ | -------- | ----- | --------- |
| 2005 |           | Tomás Hirsch | 375 048  | 5,40% | No electo |
| 2009 |           | Jorge Arrate | 433 195  | 6,21% | No electo |

### Elecciones parlamentarias
|  | 7,40 % |

|  | 6,00 % |

|  | 2,02 % |

### Elecciones municipales
|  | 5,89 % |

|  | 9,17 % |

|  | 6,33 % |

|  | 9,12 % |